# Steyr 1200
Der Traktor Steyr 1200 (1200 a mit Allradantrieb) aus der Steyr Plus-Serie von Steyr Daimler Puch wurde zwischen 1972 und 1974 gebaut.
1972 wurde die bestehende Plus-Serie mit dem Steyr 1200 im oberen Leistungsbereich ergänzt, er war bis 1974 der leistungsstärkste Traktor von Steyr. Der wassergekühlter Viertakt-Sechszylinder-Reihen-Saugmotor mit Direkteinspritzverfahren des Typs WD 610.43 mit sechs Zylindern und 5,975 l Hubraum hatte eine Leistung von rund 85 kW (115 PS). Das Getriebe von ZF Friedrichshafen hatte zwölf Vorwärtsgänge und sechs Rückwärtsgänge, auf Wunsch aber auch 16 Vorwärtsgänge und acht Rückwärtsgänge. Die Höchstgeschwindigkeit wurde mit 25 km/h angegeben.
Der 1200 war mit Hinterradantrieb und optional mit Allradantrieb als Steyr 1200 a erhältlich. Mit einer Leistung von rund 72 kW (98 PS) war dieser Traktor in ähnlichen Abmessungen als Steyr 1100 verfügbar.
Erstmals wurde im Steyr 1400 der Motor mit einem Turbolader versehen.
Die Karosserie wurde vom französischen Industriedesigner Louis Lucien Lepoix entworfen.
Verkauft wurden vom 1200 113 Stück und vom 1200 a 147 Stück. Erfolgreicher war der von 1974 bis 1976 produzierte 1400 a, der 800 Käufer fand.